# Mi-Hyun Kim
Mi Hyun Kim (em coreano:  김미현, 13 de janeiro de 1977) é uma jogadora profissional de golfe da Coreia do Sul. Ela tornou-se numa atleta profissional em 1996 e ganhou 11 eventos no Tour LPGA da Coreia (KLPGA), entre 1996 e 2000. Em 1999, entrou para o Tour LPGA e foi nomeada como a Estreante do Ano nesse ano. Ela ganhou oito eventos LPGA com o seu melhor resultado em um campeonato importante sendo em segundo lugar, em 2001, no Open Britânico Feminino.

## Antecedentes
Nascida em Incheon, Kim recebeu o apelido de "Amendoim (Peanut)", porque ela tem uma altura de apenas 150 centímetros de altura. As golfistas da LPGA também se referem a ela como "Kimmy." Kim foi inspirada a se mover para os Estados Unidos por Se Ri Pak, e eles, juntamente com Grace Park e Hee-Won Han – as quatro apelidadas de "irmãs de Seul" – são consideradas pioneiras no aumento de mulheres atletas sul-coreanas de qualidade a jogar golfe na LPGA Tour.

## A caridade
Em Maio de 2007, Kim doou $100.000 do seu prémio de $210 000 em dinheiro, por ter conseguido ganhar o Campeonato SemGroup, para vítimas de uma recente tornado que severamente danificou a cidade de Greensburg, no Kansas. O tornado ocorreu durante o o torneio SemGroup. Kim não tem qualquer ligação com Greensburg ou qualquer de seus moradores. Comentando sobre sua doação, ela disse, "Honestamente, eu fiz um monte de dinheiro nos Estados Unidos no Tour LPGA. A maior parte do tempo, eu ganho o dinheiro aqui e acabo por doar para quem precisa na Coreia do Sul. Contudo, eu quero ajudar as pessoas aqui também. A vitória foi uma surpresa para mim e eu acho que Deus me deu como um presente especial ou ele está me usando como, 'ok, eu vou dar-lhe isso, mas depois disso quero que você dê para ajudar as pessoas.'"
Um ano mais tarde, em véspera do campeonato SemGroup de 2008, o presidente da United Way of the Plains em Wichita, Kansas, apareceu com Kim na conferência de imprensa do pré-torneio publicamente, para agradecer-lhe e anunciar que a publicidade em torno da doação de Kim tinha estimulado doações adicionais, totalizando $1,2 milhões, e que o dinheiro está sendo usado para construir 25 casas para indivíduos de rendimento baixo e médio que tenham sido afetados pelo tornado.

## Vida pessoal
Kim se aposentou do Tour LPGA depois de jogar vários torneios durante a temporada de 2011. Em dezembro de 2008, casou-se com Lee Won-hee, um ex-medalhista de ouro olímpico no judô, que agora ensina judo em uma universidade na Coreia do Sul. Em 2009, eles tiveram um filho, Ye Sung Lee, que nasceu em Orlando, Flórida. Actualmente lecciona golfe na Coreia do Sul. Um campo de golfe com instalações de ensino/prática foi construído pelo seu pai e é chamado de Mi-Hyun Kim Golf World.